# Liste der finnischen Botschafter in Nicaragua
Bis zum 31. Dezember 2013 befand sich die Botschaft Finnlands in Nicaragua in der Sucursal Jorge Navarro Apartado No. 2219, seither ist der Botschafter in Mexiko-Stadt auch in Managua akkreditiert.
| Ernannt/Akkreditiert | Botschafter          | Bemerkungen                     | ernannt von      | akkreditiert während der Regierung von | Posten verlassen |
| -------------------- | -------------------- | ------------------------------- | ---------------- | -------------------------------------- | ---------------- |
| 1980                 | Erkki Kivimäki       | Sitz in Caracas                 | Urho Kekkonen    | Daniel Ortega                          | 1985             |
| 1985                 | Veijo Sampovaara     | Sitz in Mexiko-Stadt            | Mauno Koivisto   | Daniel Ortega                          | 1990             |
| 1990                 | Teppo Takala         | Sitz in Mexiko-Stadt            | Mauno Koivisto   | Violeta Barrios de Chamorro            | 1994             |
| 1994                 | Kimmo Pulkkinen      | Sitz in Mexiko-Stadt            | Martti Ahtisaari | Violeta Barrios de Chamorro            | 1996             |
| 1996                 | Risto Veltheim       | Sitz in Helsinki                | Martti Ahtisaari | Violeta Barrios de Chamorro            | 2001             |
| 2001                 | Inger Hirvelä López  | Sitz in Helsinki                | Tarja Halonen    | Arnoldo Alemán                         | 2006             |
| 2006                 | Marja Luoto          | Sitz in Managua                 | Tarja Halonen    | Enrique Bolaños Geyer                  | 2008             |
| 2008                 | Eija Rotinen         | Sitz in Managua                 | Tarja Halonen    | Daniel Ortega                          | 2011             |
| 2011                 | Eeva-Liisa Myllymäki | Geschäftsträger Sitz in Managua | Tarja Halonen    | Daniel Ortega                          | 2013             |